# Мереке (Наурзумський район)
Мереке́ (каз. Мереке) — село у складі Наурзумського району Костанайської області Казахстану. Входить до складу Дамдинського сільського округу.
До 1993 року село називалось Комсомольський.
Населення — 253 особи (2021; 448 у 2009, 833 у 1999, 1419 у 1989).